# Шлемграбен

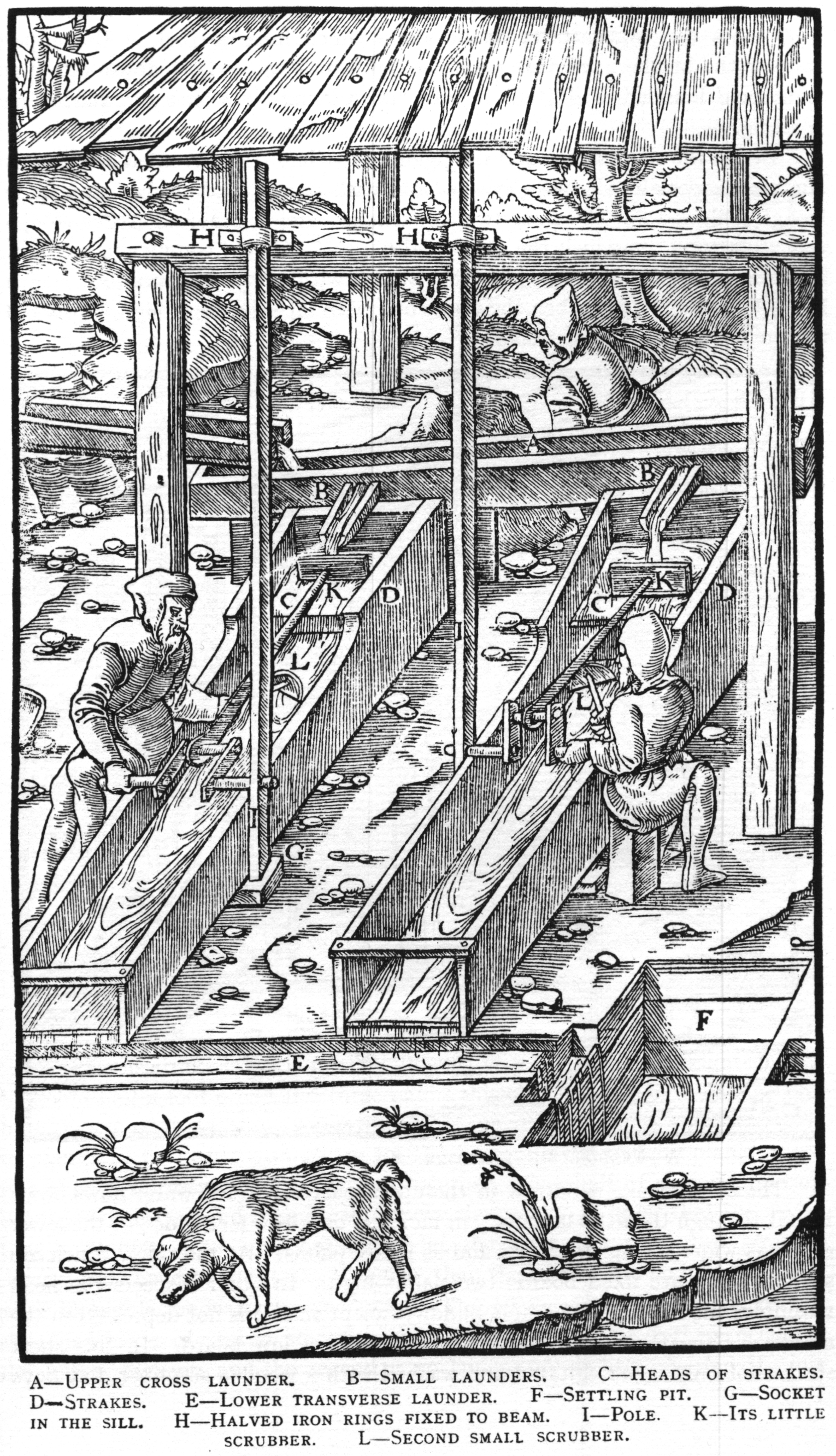
Шлемграбен

Шлемграбен — пристрій для промивання і гравітаційного збагачення корисних копалин. Похилий герд.
Ось як описує конструкцію планенгерда De Re Metallica (Георг Агрікола, 1556 р.):
«Похилий жолоб розташуванням своїх дощок має схожість з обома описаними промивними жолобами. Його верх, як і верх інших промивних жолобів, перш за все набивають землею, утрамбовують товкачами, і потім покривають дошками. Після цього земля, якщо потрібно, ще раз утрамбовують так, щоб не залишалося будь-якої шпарки, крізь яку могла б просочуватися вода, змішана з частинками руди. Бо вона повинна текти прямо в похилу частину цього промивного жолоба. Ця його частина має 8 футів в довжину і 11/2 фути в ширину. З нею з'єднаний поперечний жолоб, що веде до резервуара, влаштованого зовні за будовою. Хлопчик бере з купи лопатою або совком ще не очищену руду або ще не очищені олов'яні зерна і накладає їх на верхній край похилого жолоба. А промивальник збовтує їх у воді дерев'яним гребком, внаслідок чого шлам, змішавшись з водою, випливає в поперечний жолоб, а дрібна руда і олов'яні зерна осідають в похилому жолобі. Але оскільки рудний дріб'язок іноді виноситься водою разом зі шламом в поперечний жолоб, інший робочий замикає його на відстані 6 футів засувкою і швидким перемішуванням збовтує шлам лопатою, щоб і він разом з водою витік в зовнішній резервуар, а рудний дріб'язок — у жолоби.»